# Iyang-Argapura
L'Iyang-Argapura est un complexe volcanique qui s'étire du mont Raung au mont Lamongan dans la province indonésienne de Java oriental. Le volcan Iyang proprement dit, très érodé, est traversé de vallées qui ont jusqu'à 1 000 mètres de profondeur. Le point culminant du massif est le mont Argapura (ou Argopuro) à 3 088 mètres d'altitude.
Son nom vient du mot javanais hyang qui signifie « divinité », que l'on retrouve dans celui de la région du Priangan dans l'ouest de Java et du plateau de Dieng dans le centre de Java.
On ne connaît pas d'éruption historique, au moins au cours des 500 dernières années. Une éruption aurait eu lieu en 1597, mais aucune trace vérifiable n'est disponible.
Le massif est classé comme réserve et abrite notamment le cerf de Java ou cervus timorensis.

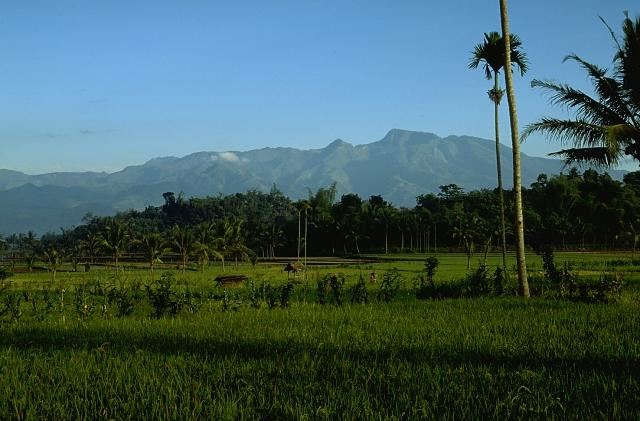
Vue de l'Iyang-Argapura.